# 금산면 (김제시)
금산면(金山面)은 대한민국의 전북특별자치도 김제시에 설치된 면이다. 넓이는 66.78 km2이고, 인구는 2016년 12월 말 주민등록 기준으로 5,071 명이다.

## 행정 구역
- 삼봉리
- 청도리
- 화율리
- 장흥리
- 용호리
- 용산리
- 선동리
- 성계리
- 구월리
- 쌍용리
- 원평리
- 금성리
- 금산리

## 문화재
- 김제 금산사 오층석탑 - 대한민국의 보물 제25호